# Eclissi solare del 9 luglio 1945
L'eclissi solare del 9 luglio 1945 è un evento astronomico che ha avuto luogo il suddetto giorno attorno alle ore 13.27 UTC. 
L'eclissi, di tipo totale, è stata visibile in alcune parti del Nord America (Canada e Stati Uniti d'America), dell'Africa, dell'Europa (Finlandia, Norvegia e Svezia), dell'Asia e della Groenlandia.
La durata della fase massima dell'eclissi è stata di 1 minuto e 15 secondi; il punto di massima totalità è avvenuto lontano dalla terraferma tra la Groenlandia e Jan Mayen e l'ombra lunare sulla superficie terrestre ha raggiunto una larghezza di 92 km.
L'eclissi del 9 luglio 1945 divenne la seconda eclissi solare nel 1945 e la 105ª nel XX secolo. La precedente eclissi solare si è verificata il 14 gennaio 1945, la seguente il 3 gennaio 1946.

## Percorso e visibilità

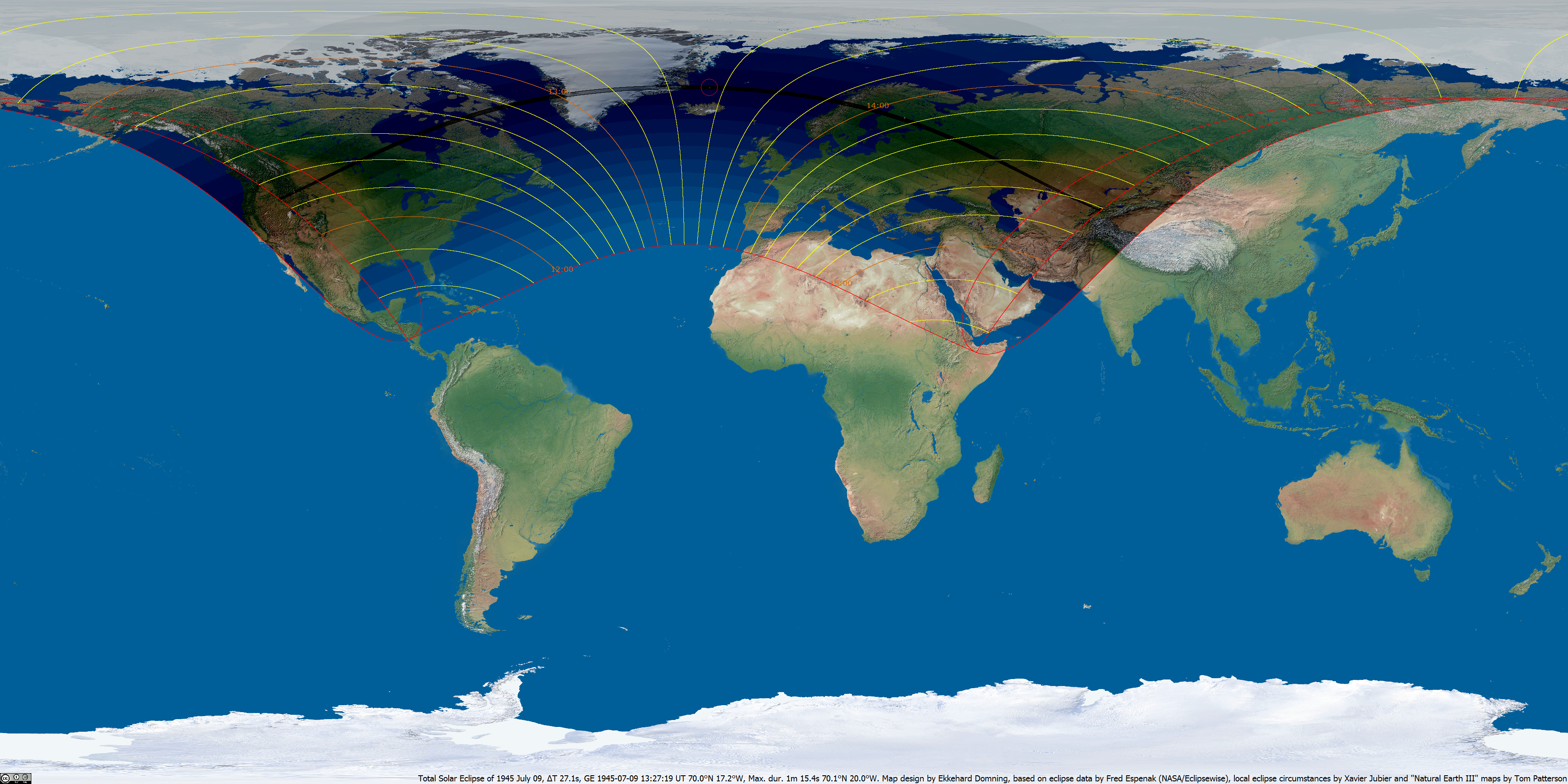
Percorso dell'eclissi

L'evento è comparso all'alba locale nell'Idaho occidentale, negli Stati Uniti. A seguire l'ombra della luna si è spostata a nord-est attraversando il Canada e la Groenlandia e ha raggiunto la sua massima eclissi sul mare a circa 170 chilometri a sud-est della penisola di Liverpool Land. Dopodiché, l'umbra ha virato a sud-est attraverso il Mare di Norvegia, attraverso la Scandinavia ed entrando in Unione Sovietica, terminando al tramonto locale nella regione di Talas, nel Kirghizistan sudoccidentale.

## Osservazioni a fini scientifici
L'evento è stato osservato da diversi gruppi scientifici, nel mondo. Un team di osservazione della Princeton University negli Stati Uniti ha osservato l'eclissi a sud-est di Malta, nel Montana. L'osservazione si è resa ardua in quanto il sole è entrato in un ammasso nuvoloso prima e dopo l'eclissi, cioè  all'inizio della fase di totalità. Successivamente, la fase dell'eclissi totale non è stata influenzata dalle nuvole, ma le nuvole si sono avvicinate gradualmente al sole. Non è stato possibile però osservare i grani di Baily, la prominenza o le fasce d'ombra.
Osservatori del Franklin Institute di Filadelfia, Stati Uniti e un gruppo proveniente dall'Università della Pennsylvania si sono recati a Saskatchewan, Canada; poco dopo l'inizio dell'evento il sole è passato attraverso una serie di nuvole e da allora il tempo è stato molto buono e l'osservazione è stata completata con successo.
Il team di osservazione dell'Osservatorio di Yekes si è recato a Pine River nel sud-ovest di Manitoba, in Canada, per effettuare osservazioni, purtroppo compromesse da un cielo nuvoloso e tuttavia il team di osservazione ha scattato contemporaneamente immagini della corona per studiare le caratteristiche sia della corona esterna che di quella interna.
In Scandinavia, transitata dalla fase totale, a causa dei territori ancora devastati dal conflitto mondiale terminata due mesi prima,  sono stati coinvolti solo pochi gruppi di osservazione svedesi, un gruppo di osservazione danese, un gruppo di osservazione francese e un piccolo gruppo di osservazione in Norvegia. Alcune squadre di osservazione nell'Unione Sovietica non hanno avuto successo a causa della copertura nuvolosa. Tra questi, le squadre di osservazione dell'Osservatorio di Stoccolma in Svezia e dell'Osservatorio di Parigi in Francia hanno effettuato osservazioni a Bratås, nella contea di Västerbotten, in Svezia, e hanno fotografato con successo la corona e lo spettro.

## Eclissi correlate

### Eclissi solari 1942 - 1946
Questa eclissi è un membro di una serie semestrale. Un'eclissi in una serie semestrale di eclissi solari si ripete approssimativamente ogni 177 giorni e 4 ore (un semestre) in nodi alternati dell'orbita della Luna.

### Ciclo di Saros 145
Questa eclissi solare fa parte del ciclo di Saros 145, che si ripete ogni 18 anni, 11 giorni, 8 ore e contenente 77 eventi. La serie iniziò con un'eclissi solare parziale il 4 gennaio 1639 e raggiunse una prima eclissi anulare il 6 giugno 1891. Vi fu un evento ibrido il 17 giugno 1909 ed eventi di eclissi totali dal 29 giugno 1927 al 9 settembre 2648. La serie termina al membro 77 con un'eclissi parziale il 17 aprile 3009. L'eclissi più lunga si verificherà il 25 giugno 2522, con una durata massima totale di 7 minuti e 12 secondi. Tutte le eclissi di questa serie si verificano nel nodo ascendente della Luna.